# Anthony Rendon
Cet article concerne le joueur de baseball. Pour l'homme politique, voir Anthony Rendon (homme politique).
Anthony Michael Rendon (né le 6 juin 1990 à Richmond, Texas, États-Unis) est un joueur de troisième but des Ligues majeures de baseball évoluant avec les Angels de Los Angeles.

## Carrière
Anthony Rendon est repêché au 27e tour de sélection par les Braves d'Atlanta en 2008 mais ne signe pas avec le club. Il s'engage plutôt à l'Université Rice de Houston, avec qui il remporte en 2010 le trophée Dick Howser remis au meilleur joueur de baseball collégial aux États-Unis. Il devient le premier choix des Nationals de Washington et 6e joueur repêché au total en juin 2011. Baseball America le classe 19e dans son classement des meilleurs joueurs d'avenir au début 2012 et 30e un an plus tard.

### Saison 2013
Rendon fait ses débuts dans le baseball majeur avec les Nationals de Washington le 21 avril 2013, graduant directement du niveau Double-A des ligues mineures. Son premier coup sûr dans les majeures est un double bon pour un point produit le 22 avril suivant aux dépens du lanceur Shelby Miller des Cardinals de Saint-Louis. Le 15 juin 2013, il frappe son premier circuit dans les grandes ligues, un coup en début de 9e manche aux dépens du lanceurs Vinnie Pestano pour faire gagner les Nats 7-6 sur les Indians de Cleveland. Il complète sa saison recrue avec 7 circuits, 35 points produits et une moyenne au bâton de ,265 en 98 parties jouées, la plupart au deuxième but.

### Saison 2014
En 2014, Rendon devient le joueur de troisième but à temps plein des Nationals puisque Ryan Zimmerman, titulaire de cette position dans les dernières années, est fréquemment blessé. Rendon remporte le Bâton d'argent du meilleur joueur de troisième but offensif de la Ligue nationale, qu'il mène avec 111 points marqués. Il récolte 83 points produits, frappe 21 circuits et 176 coups sûrs, le second plus haut total de l'équipe. Il est co-meneur des Nationals avec 39 doubles, réussit 6 triples et 17 buts volés et affiche une moyenne au bâton de ,287. Sa moyenne de puissance de ,473 est aussi la plus élevée du club. Il ajoute 7 coups sûrs pour une moyenne au bâton de ,368 en 4 matchs de séries éliminatoires. Rendon termine 5e du vote de fin d'année désignant le joueur par excellence de la Ligue nationale.

### Saison 2017
Le 30 avril 2017, Rendon établit le record de franchise des Nationals avec 10 points produits dans une écrasante victoire de 23-5 sur les Mets de New York. Il abat la marque de 8 points produits de Josh Willingham pour Washington le 27 juillet 2009 et est le premier joueur des majeures à connaître un match de 10 points produits depuis Garret Anderson pour les Angels le 21 août 2007. Rendon frappe 6 coups sûrs dont 3 circuits dans ce match mémorable.